# Gyenyisz Alekszejevics Kologyin
Gyenyisz Alekszejevics Kologyin (oroszul Денис Алексеевич Колодин; Kamisin, 1982. január 11. –) orosz labdarúgó, jelenleg a kazah FC Altai Semei játékosa.

## Karrierje

### Klubjában
Kologyin karrierjét az FK Olimpija Volgográd csapatában kezdte, ahol egy hátvédhez képest rendkívül eredményes volt, 66 mérkőzésen ugyanis 12-szer is betalált. 2002-ben az Uralan Eliszta csapatához szerződött, itt 44 mérkőzésen 3 gólt szerzett. Ezt követően két évig a PFK Krilja Szovetov Szamara játékosa volt, itt 33 mérkőzésen szerepelt, ezeken 2 alkalommal talált be az ellenfelek kapujába.
2005 óta az FK Gyinamo Moszkva játékosa, ahol többek között ő az első számú tizenegyeslövő.

### Válogatott
Első válogatott-mérkőzése 2004-ben volt. Eddig 19 mérkőzésen szerepelt a válogatottban, ezeken gólt nem szerzett.

### 2008-as Európa-bajnokság
Kologyin első nemzetközi tornája az osztrák-svájci közös rendezésű Európa-bajnokság volt. Mindhárom csoportmérkőzésen, Spanyolország, Görögország és Svédország ellen, valamint a negyeddöntőben Hollandia ellen is kezdőként kapott lehetőséget. A holland válogatott ellen sárga lapot kapott, így ki kellett hagynia az elődöntőt. Érdekesség, hogy ezen a mérkőzésen Ľuboš Micheľtől megkapta második sárga lapját is, de a partjelző jelzésére ezt visszavonta, így Kologyin a pályán maradhatott.